# Premis del Sindicat Nacional de l'Espectacle de 1952
Els dotzens Premis Nacionals de Cinematografia concedits pel Sindicat Nacional de l'Espectacle corresponents a 1952 es van concedir el 30 de gener de 1953. Es va concedir únicament a les pel·lícules i no pas al director o als artistes, i es va distingir per la seva dotació econòmica. Es van repartir un total de 2.500.000 pessetes, repartits en un premi de 500.000 pessetes, un de 450.000 pessetes, un de 400.000 pessetes, un de 350.000 pessetes, un de 300.000 pessetes, un altre de 250.000 pessetes i tres de 100.000 pessetes. A més, es van entregar dos premis addicionals de 400.000 pessetes a les pel·lícules en color,
També es va concedir els premis als millors guions; 75.000 pessetes per El río de Manuel Mur Oti i José García Herranz, 50.000 repartits entre El jardín del paraíso de Manuel Pombo Angulo i Pasos de Clemente Pamplona Blasco, i 25.000 pessetes al millor treball d'adaptació repartits entre Gema Galgani de César Fernández Ardavín i Por la senda más difícil d'Alejandro Ruiz de Grijalba.

## Guardonats de 1952
| Categoria | Premi                  | Pel·lícula premiada            | Director                   |
| --------- | ---------------------- | ------------------------------ | -------------------------- |
| 1r. lloc  | 500.000 pts            | Sor intrépida                  | Rafael Gil Álvarez         |
| 2n lloc   | 450.000 pts            | Los ojos dejan huellas         | José Luis Sáenz de Heredia |
| 3r lloc   | 400.000 pts            | El Judas                       | Ignasi F. Iquino           |
| 4t lloc   | 400.000 pts (en color) | Duende y misterio del flamenco | Edgar Neville              |
| 4t lloc   | 400.000 pts (en color) | Doña Francisquita              | Ladislao Vajda             |
| 5è lloc   | 350.000 pts            | Hermano menor                  | Domingo Viladomat          |
| 6è lloc   | 300.000 pts            | Cerca de la ciudad             | Luis Lucia Mingarro        |
| 7è lloc   | 250.000 pts            | La llamada de África           | César Fernández Ardavín    |
| 8è lloc   | 100.000 pts            | La hermana San Sulpicio        | Luis Lucia Mingarro        |
| 9è lloc   | 100.000 pts            | Amaya                          | Lluís Marquina i Pichot    |
| 10è lloc  | 100.000 pts            | La laguna negra                | Arturo Ruiz Castillo       |